# Tragia uberabana
Tragia uberabana är en törelväxtart som beskrevs av Johannes Müller Argoviensis. Tragia uberabana ingår i släktet Tragia och familjen törelväxter. Inga underarter finns listade i Catalogue of Life.